# Termodynamikkens 2. lov
 Denne artikel bør gennemlæses af en person med fagkendskab for at sikre den faglige korrekthed.

Termodynamikkens 2. hovedsætning siger at 
{\displaystyle \Delta S_{\text{univers}}\geq 0}
(væksten i entropien for universet vil altid være ikke-negativ). Entropi beskriver graden af uorden eller tilfældighed i et system., og den 2. hovedsætning medfører, at en proces, der nedbringer entropien det ene sted, vil medføre en tilsvarende eller større stigning i entropi et andet sted.
Koblet med almindelig energilære siger 2. hovedsætning altså, at varmeenergi eller varme er noget specielt blandt energiformerne. Alle de andre kan omdannes til varme, men ikke omvendt. Det er ikke muligt at omdanne varme fuldstændigt tilbage til den energiform, den kom fra. Med andre ord: varme er energi af en lavere kvalitet. 
Varme kan forstås som tilfældige bevægelser i stoffets partikler, dvs. som entropi. I et lukket system kan mængden af tilfældighed kun øges, hvad der medfører, at man ikke kan bringe orden tilbage i tilfældigheden uden en ydre påvirkning. Entropien (uordnen) i et lukket, makroskopisk system bliver aldrig mindre. Termodynamikkens anden hovedsætning kaldes også loven om varmedøden, idet den forudsiger, at al energi i universet, som kan frigøres fra materien, til sidst vil være omdannet til varme, hvorefter alt vil gå i stå.
Det er umuligt at skabe en proces der virker, ved samtidigt at hente varme fra et lager og producere arbejde. Eller sagt i jævne ord:
```
"Selv den bedst konstruerede maskine taber til sidst energien og går i stå."
```

Evighedsmaskiner er med andre ord en umulighed. Der findes en del mere humoristiske formuleringer af termodynamikkens 2. lov, f.eks.
```
"Med tid kommer rod"
```

```
"You can't unscramble eggs"
```